# Finales de la NBA de 1980
Las Finales de la NBA de 1980 fueron las series definitivas de los playoffs de 1980 y suponían la conclusión de la temporada 1979-80 de la NBA, con victoria de Los Angeles Lakers, campeón de la Conferencia Oeste, sobre Philadelphia 76ers, campeón de la Conferencia Este. En el partido se alinearon tres futuros miembros del Basketball Hall of Fame, Kareem Abdul-Jabbar y Magic Johnson por los Lakers, y Julius Erving por los Sixers, además del entrenador de éstos, Billy Cunningham, que fue incluido como jugador en 1986.
Los 76ers fueron el primero de los cuatro equipos profesionales de Filadelfia en disputar el título de sus respectivas competiciones en el plazo de nueve meses. Los Philadelphia Flyers cayeron en el sexto partido de la Stanley Cup ante los New York Islanders ocho días después de que los Sixers perdieran ante los Lakers en su sexto partido, los Philadelphia Phillies ganaron su primer título en las World Series en octubre ante los Kansas City Royals, y los Philadelphia Eagles perdieron la Super Bowl contra Oakland Raiders en enero de 1981.

## Resumen
| Partido | Fecha      | Equipo local | Resultado | Equipo visitante |
| ------- | ---------- | ------------ | --------- | ---------------- |
| 1       | 4 de mayo  | Los Angeles  | 109-102   | Philadelphia     |
| 2       | 7 de mayo  | Los Angeles  | 104-107   | Philadelphia     |
| 3       | 10 de mayo | Philadelphia | 101-111   | Los Angeles      |
| 4       | 11 de mayo | Philadelphia | 105-102   | Los Angeles      |
| 5       | 14 de mayo | Los Angeles  | 108-103   | Philadelphia     |
| 6       | 16 de mayo | Philadelphia | 107-123   | Los Angeles      |

Lakers gana las series 4-2

## Enfrentamientos en temporada regular
Durante la temporada regular, los Lakers y los Sixers se vieron las caras en dos ocasiones (la liga la formaban entonces 22 equipos), jugando un encuentro en The Forum y otro en The Spectrum. Cada equipo se hizo con la victoria en su propia casa.
| 25 de enero | Philadelphia 76ers | 103–124 | Los Angeles Lakers |                                             |
|             |                    |         |                    |                                             |
|             |                    |         |                    | Pabellón: The Forum, Inglewood (California) |

| 10 de febrero | Los Angeles Lakers | 104–105 | Philadelphia 76ers |                                    |
|               |                    |         |                    |                                    |
|               |                    |         |                    | Pabellón: The Spectrum, Filadelfia |

## Resumen de los partidos
Los Lakers habían recibido en el draft de 1979 un jugador que cambiaría el rumbo y la historia del equipo, Earvin Magic Johnson, que se unía a un grupo de jugadores comandados por el hasta ese momento 5 veces MVP de la NBA, Kareem Abdul-Jabbar, convirtiéndose en la pieza que transformaba a un buen equipo en un equipo ganador. Acabó en primera posición de la Conferencia Oeste con un balance de 60 victorias y 22 derrotas, y en los playoffs se deshizo con facilidad de los Phoenix Suns y de los Seattle Supersonics, ambos por 4-1, para plantarse en las Finales. Por su parte, los Sixers, con el Dr. J a la cabeza de un grupo de grandes jugadores como Darryl Dawkins, Bobby Jones o Maurice Cheeks acabó en la segunda posición de la Conferencia Este por detrás de Boston Celtics, teniendo que jugar una eliminatoria previa en los playoffs, pero resolviendo los mismos con la misma facilidad que los Lakers, cediendo sólo 2 partidos en tres eliminatorias y dejando en la cuneta en las finales de conferencia a los favoritos Celtics.

### Partido 1
| 4 de mayo                          | Philadelphia 76ers                           | 102–109                               | Los Angeles Lakers                                      | |  |  |
| 12:30 p. m. PDT                    | Parciales: 28–26, 25–27, 17–31, 32–25        | Parciales: 28–26, 25–27, 17–31, 32–25 | Parciales: 28–26, 25–27, 17–31, 32–25                   | |  |  |
|                                    | Estadísticas Erving 20 B. Jones 10 Hollins 8 | Pts Reb Asts                          | Estadísticas Abdul-Jabbar 33 Abdul-Jabbar 14 Johnson 10 | Pabellón: The Forum, Inglewood, California Asistencia: 17 505 espectadores Árbitros: - N.º 12 Earl Strom - N.º 14 Jack Madden Televisión: CBS |  |  |
| Los Angeles lidera las series, 1–0 |                                              |                                       |                                                         | |  |  |
|                                    |                                              |                                       |                                                         | |  |  |

El primer partido, disputado en el Forum, tuvo como protagonista a Kareem Abdul-Jabbar, que no pudo ser frenado ni por Caldwell Jones ni por Dawkins, acabando con 33 puntos, 14 rebotes, 6 tapones y 5 asistencias para un resultado final de 109-102. Por primera vez en mucho tiempo Jabbar no lo tuvo que hacer todo, ya que contó con la ayuda de Norm Nixon, que anotó 23 puntos, y de Jamaal Wilkes, que logró 20, con una excelente defensa de dos contra uno por parte del equipo angelino sobre Julius Erving. El novato Magic mostró también su potencial, rozando el triple-doble con 16 puntos, 10 rebotes y 9 asistencias.

### Partido 2
| 7 de mayo             | Philadelphia 76ers                          | 107–104                               | Los Angeles Lakers                                      | |  |  |
| 8:30 p. m. PDT        | Parciales: 31–21, 28–20, 30–30, 18–33       | Parciales: 31–21, 28–20, 30–30, 18–33 | Parciales: 31–21, 28–20, 30–30, 18–33                   | |  |  |
|                       | Estadísticas Dawkins 25 Erving 10 Cheeks 10 | Pts Reb Asts                          | Estadísticas Abdul-Jabbar 38 Abdul-Jabbar 14 Johnson 11 | Pabellón: The Forum, Inglewood, California Asistencia: 17 505 espectadores Árbitros: - N.º 7 Joe Gushue - N.º 11 Jake O'Donnell Televisión: CBS |  |  |
| Series empatadas, 1–1 |                                             |                                       |                                                         | |  |  |
|                       |                                             |                                       |                                                         | |  |  |

Kareem Abdul-Jabbar continuó siendo dominante en el segundo encuentro, con 38 puntos, pero en esta ocasión no encontró excesiva colaboración por parte de sus compañeros. Julius Erving anotó 12 puntos en el primer cuarto, para un total de 23. Darryl Dawkins sumó 25 puntos, la mayoría de ellos de tiros de media distancia tratando alejar a Abdul-Jabbar de la canasta. Maurice Cheeks anotó otros 23 puntos, mientras que Bobby Jones conseguía 13 saliendo desde el banquillo.
Los Sixers llegaron a estar 20 puntos arriba en el último cuarto, pero los Lakers reaccionaron, recortando la ventaja hasta poner el marcador 105-104 en los últimos compases del partido. En ese momento Jones anotó una suspensión a falta de 7 segundos, que resultó suficiente para dejar el marcador final en 107-104, empatando la eliminatoria a 1.

### Partido 3
| 10 de mayo                         | Los Angeles Lakers                                   | 111–101                               | Philadelphia 76ers                           | |  |  |
| 3:30 p. m. EDT                     | Parciales: 31–18, 27–26, 26–21, 27–36                | Parciales: 31–18, 27–26, 26–21, 27–36 | Parciales: 31–18, 27–26, 26–21, 27–36        | |  |  |
|                                    | Estadísticas Abdul-Jabbar 33 Abdul-Jabbar 14 Nixon 7 | Pts Reb Asts                          | Estadísticas Erving 24 C. Jones 11 Hollins 9 | Pabellón: The Spectrum, Filadelfia Asistencia: 18 726 espectadores Árbitros: - N.º 10 Darell Garretson - N.º 4 Ed T. Rush Televisión: CBS |  |  |
| Los Angeles lidera las series, 2–1 |                                                      |                                       |                                              | |  |  |
|                                    |                                                      |                                       |                                              | |  |  |

La serie final se trasladó al Spectrum de Filadelfia. En los Lakers, su entrenador Paul Westhead colocó a Jim Chones para parar a Dawkins, lo que daba más libertad a Jabbar, y a Magic sobre Lionel Hollins en el perímetro, lo que les dio una ventaja de 15 puntos en el primer cuarto. En el segundo los sixers recortaron la diferencia, pero un parcial final de 9-0 para los Lakers volvía a dejar las cosas casi como estaban, con 14 puntos de margen, ventaja que mantuvieron hasta el final, dejando el marcador en 111-101, que les devolvía el factor cancha. Kareem Abdul-Jabbar fue una vez más el mejor de su equipo, con 33 puntos, 14 rebotes, 4 tapones y 3 asistencias.

### Partido 4
| 11 de mayo            | Los Angeles Lakers                                | 102–105                               | Philadelphia 76ers                             | |  |  |
| 1 p. m. EDT           | Parciales: 21–28, 30–21, 25–32, 26–24             | Parciales: 21–28, 30–21, 25–32, 26–24 | Parciales: 21–28, 30–21, 25–32, 26–24          | |  |  |
|                       | Estadísticas Johnson 28 Abdul-Jabbar 11 Johnson 9 | Pts Reb Asts                          | Estadísticas Dawkins 26 C. Jones 10 Hollins 13 | Pabellón: The Spectrum, Filadelfia Asistencia: 18 726 espectadores Árbitros: - N.º 11 Jake O'Donnell - N.º 22 Paul Mihalak Televisión: CBS |  |  |
| Series empatadas, 2–2 |                                                   |                                       |                                                | |  |  |
|                       |                                                   |                                       |                                                | |  |  |

El cuarto partido, al margen del resultado, sería recordado por una jugada que protagonizó Julius Erving, que pasó a conocerse como The Baseline Move. Recibió el balón con la marca de Mark Landsberger el que se fue con facilidad hacia canasta remontando la línea de fondo, pero entonces se encontró con Abdul Jabbar. Erving giró sobre sí mismo, y a canasta pasada dejó una bandeja que tras dar en el tablero entró por el aro. Por lo que respecta al encuentro, fue ganado por los Sixers 105-102, con Darryl Dawkins como máximo anotador, con 26 puntos, bien secundado por el Dr. J, con 23, empatando la serie a 2.

### Partido 5
| 14 de mayo                         | Philadelphia 76ers                            | 103–108                               | Los Angeles Lakers                                                        | |  |  |
| 8:30 p. m. PDT                     | Parciales: 22–25, 31–25, 20–31, 30–27         | Parciales: 22–25, 31–25, 20–31, 30–27 | Parciales: 22–25, 31–25, 20–31, 30–27                                     | |  |  |
|                                    | Estadísticas Erving 36 C. Jones 10 Hollins 10 | Pts Reb Asts                          | Estadísticas Abdul-Jabbar 40 Abdul-Jabbar, Johnson 15 cada uno Johnson 10 | Pabellón: The Forum, Inglewood, California Asistencia: 17 505 espectadores Árbitros: - N.º 10 Darell Garretson - N.º 12 Earl Strom Televisión: CBS |  |  |
| Los Angeles lidera las series, 3–2 |                                               |                                       |                                                                           | |  |  |
|                                    |                                               |                                       |                                                                           | |  |  |

De regreso en la cancha de los Lakers, y tras un partido con alternancias en el marcador, se llegó al tercer cuarto con una ventaja de 2 puntos para los locales, cuando en ese momento Abdul Jabbar pisó a Lionel Hollins, retorciéndose la rodilla, teniéndose que retirar al vesturario. Hasta ese momento llevaba anotados 26 puntos, llevando el peso del ataque del equipo angelino. Magic Johnson tomó en ese momento las riendas del equipo, y con 6 puntos y una asistencia llevó a su equipo al último cuarto con una ventaja de ocho puntos. Al poco tiempo de empezar el periodo definitivo, Jabbar regresó a la pista, y, a pesar de tener la rodilla dañada, sumó 14 puntos más. A falta de 33 segundos, y con el marcador empatado a 103, Jabbar anotó y además sacó la falta personal, rompiendo definitivamente el partido, que acabó 108-103, poniendo en ventaja por 3-2 al equipo californiano.

### Partido 6
| 16 de mayo                       | Los Angeles Lakers                         | 123–107                               | Philadelphia 76ers                         | |  |  |
| 9 p. m. EDT                      | Parciales: 32–29, 28–31, 33–23, 30–24      | Parciales: 32–29, 28–31, 33–23, 30–24 | Parciales: 32–29, 28–31, 33–23, 30–24      | |  |  |
|                                  | Estadísticas Johnson 42 Johnson 15 Nixon 9 | Pts Reb Asts                          | Estadísticas Erving 27 B. Jones 9 Cheeks 8 | Pabellón: The Spectrum, Filadelfia Asistencia: 18 726 espectadores Árbitros: - N.º 7 Joe Gushue - N.º 14 Jack Madden Televisión: CBS |  |  |
| Los Angeles gana las series, 4–2 |                                            |                                       |                                            | |  |  |
|                                  |                                            |                                       |                                            | |  |  |

Antes de coger el avión que les trasladara a Filadelfia, los médicos de los Lakers desaconsejaron que Jabbar fuera a jugar ese partido, tratando de reservarlo para un hipotético séptimo encuentro en casa, así que el entrenador Westhead preguntó a Magic sobre la posibilidad de jugar el partido en la posición de pívot, y éste no tuvo ningún problema en asumir el reto. Los Lakers comenzaron con un parcial de 7-0, pero poco a poco los sixers se fueron metiendo en el partido, llegando a tener una ventaja en el segundo cuarto de 52-44, que se disolvió al descanso donde se llegó igualados a 60.
Los Lakers abrieron el tercer periodo con un parcial de 14-0, gracias sobre todo a Jamaal Wilkes, que anotó 16 puntos en ese cuarto. La ventaja se vio reducida a falta de 5 minutos para el final del partido a 2 puntos, 103-101, pero en ese momento surgió la figura de Magic Johnson, anotando nueve puntos en ese espacio de tiempo, para dejar finalmente el marcador en un claro 123-107.
Wilkes consiguió la mejor anotación de su carrera, con 37 puntos, a los que añadió 10 rebotes. Jim Chones frenó a Dawkins, al que dejó en 14 puntos, mientras colaboraba él con 10 y 11 rebotes. Michael Cooper, titular por primera vez en la final, consiguió 16 puntos, mientras que Mark Landsberger contribuyó con 10 rebotes.
Pero la noche perteneció al rookie Magic Johnson. Anotó 42 puntos, incluidos los 14 tiros libres que intentó, a los que sumó 15 rebotes, 7 asistencias, 3 robos de balón y un tapón. "Es impresionante, simplemente impresionante", dijo Julius Erving al finalizar el partido, quien lideró a los Sixers con 27 puntos. Al final, Magic se hizo con el trofeo al mejor jugador de las finales.